# Witowo (powiat średzki)
Witowo – wieś w Polsce, położona w województwie wielkopolskim, w powiecie średzkim, w gminie Krzykosy.
| SIMC    | Nazwa     | Rodzaj    |
| ------- | --------- | --------- |
| 0587123 | Wiktorowo | część wsi |

W latach 1975–1998 wieś należała administracyjnie do województwa poznańskiego.
Wieś duchowna, własność biskupstwa poznańskiego, pod koniec XVI wieku leżała w powiecie pyzdrskim województwa kaliskiego. 